# Schneifel

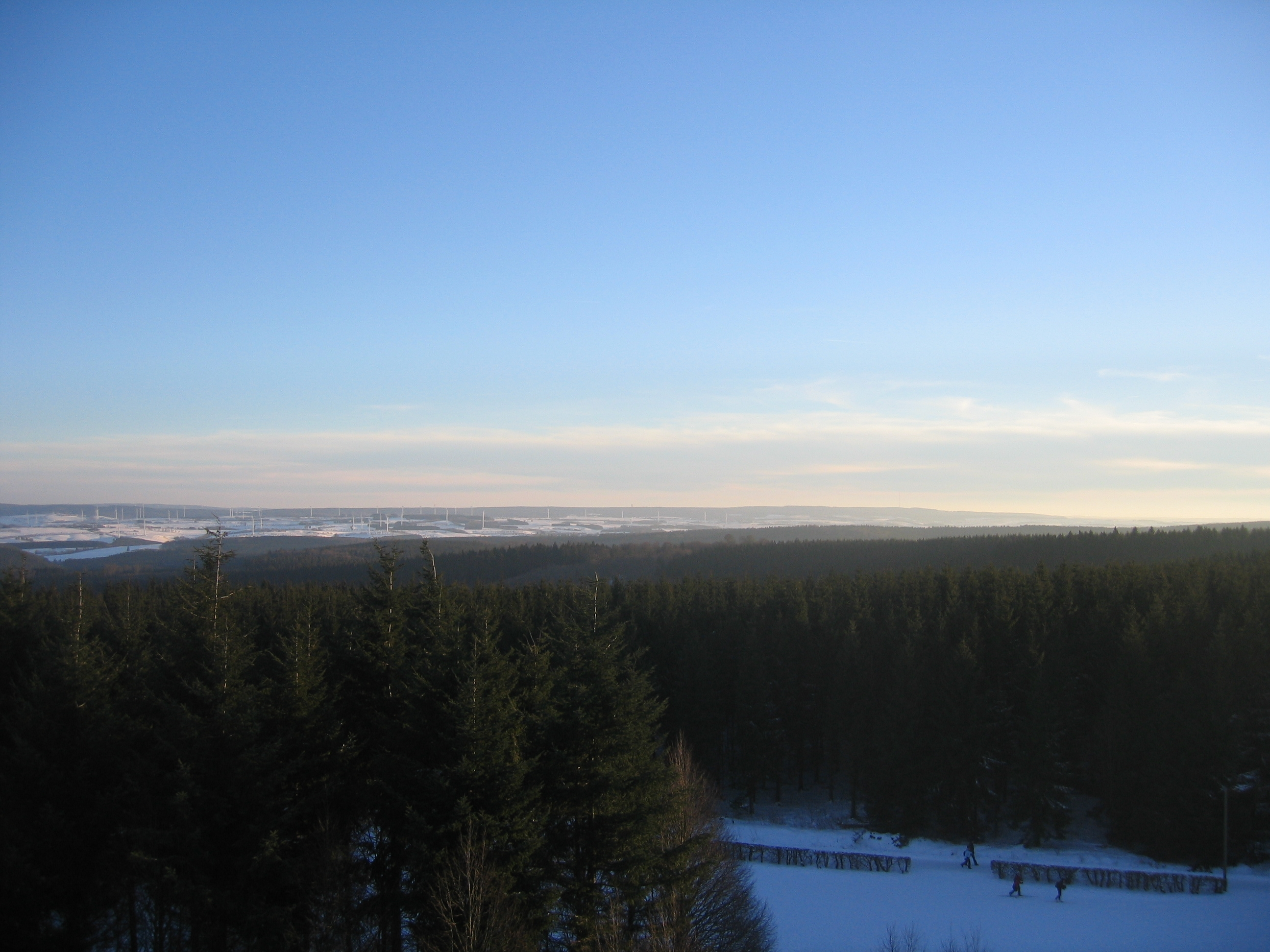
Schneifel

De Schneifel is een heuvelrug in het Eifelgebergte, meer bepaald in de Sneeuweifel. De Schneifel verloopt van Brandscheid bij Prüm in noordoostelijke richting, langs de Belgische grens, tot Ormont. Met de Sneeuweifel (Duits: Schnee-Eifel) wordt de grotere streek rond deze heuvelrug bedoeld. Oorspronkelijk heeft de benaming niets met 'sneeuw' te maken. De benaming van de heuvelrug en streek komt van het woord "Schneise". Hiermee werd een langgerekte open plek of kaalkap in het bos mee bedoeld. De hoogste top is de circa 697 meter hoge Schwarzer Mann en dit is de op twee na hoogste top is  van het gehele Eifelgebied. Alleen de Hohe Acht en de Ernstberg zijn hoger.